# Wobulacja
Wobulacja (wobulowanie) – szerokopasmowe przestrajanie (zmienianie częstotliwości) sygnału pomiarowego umożliwiające wizualizację, pomiar i rejestrację charakterystyk częstotliwościowych. Rozróżnia się wobulację analogową (klasyczną) i wobulację cyfrową z zastosowaniem syntetyzera częstotliwości. Wobulacja jest zwykle dokonywana za pomocą wobulatora.